# Dénesfa megállóhely
Dénesfa megállóhely egy Vas vármegyei vasúti megállóhely Csánig településen, a GYSEV üzemeltetésében.
A település északkeleti határszéle közelében helyezkedik el, külterületek közt, a központtól jó három kilométer távolságra, a névadó (Győr-Moson-Sopron vármegyéhez tartozó) Dénesfa községhez kicsit közelebb, a központjától valamivel több, mint két kilométerre kelet-délkeletre. Csánig felől gépjárművel nem is lehet megközelíteni, csak Dénesfáról< közúti elérését a 8614-es útból ott kiágazó 86 307-es számú mellékút biztosítja.
A vonatok csak akkor állnak meg a megállóhelyen, ha van le- vagy felszálló utas.

## Vasútvonalak
A megállóhelyet az alábbi vasútvonalak érintik:
- Hegyeshalom–Porpác-vasútvonal

## Kapcsolódó állomások
A megállóhelyhez az alábbi állomások vannak a legközelebb:
- Csánig megállóhely (Hegyeshalom–Porpác-vasútvonal)
- Beled vasútállomás (Hegyeshalom–Porpác-vasútvonal)

## Forgalom
| Járat        | Útvonal | Gyakoriság                                  |
| ------------ | --- | ------------------------------------------- |
| személyvonat | Szombathely – Vép – Porpác – Ölbő-Alsószeleste – Pósfa – Hegyfalu – Vasegerszeg – Vámoscsalád – Répcelak – Csánig (– Dénesfa) – Beled – Vica (– Páli-Vadosfa) – Magyarkeresztúr-Zsebeháza – Szil-Sopronnémeti – Csorna                                                                       | Napi 3 Csorna felé, napi 1 Szombathely felé |
| személyvonat | Szombathely – Vép – Porpác – Ölbő-Alsószeleste – Pósfa – Hegyfalu – Vasegerszeg – Vámoscsalád – Répcelak – Csánig (← Dénesfa) – Beled – Vica (← Páli-Vadosfa) – Magyarkeresztúr-Zsebeháza – Szil-Sopronnémeti – Csorna – Bősárkány – Hanságliget – Jánossomorja – Mosonszolnok – Hegyeshalom | Napi 2 Szombathely felé                     |